# Zia Qarizada
Zia Qarizada (persisch ضیا قاریزاده‎; * 1922 in Kabul; † 13. Januar 2008 in Kanada) war ein afghanischer Dichter, Komponist, Dramaturg und Sänger.
Er wurde in der Altstadt Kabul, in Darwaze Lahori geboren. Sein Vater Dost Mohammad Qari war ein engagierter Aktivist für die Reformen, die Amanullah Khan (1919–1929) und insbesondere sein Schwiegervater Mahmud Tarzi initiiert und eingeleitet hatten. Nach dem Fall der Amani-Regierung 1929 wurde Qari hingerichtet. Sein Sohn fügte die Nachsilbe zada (geboren) an seinen Namen in der Bedeutung 'Sohn von Qari' hinzu. In Afghanistan wurde zunächst als Dichter der Sprachen Dari bzw. Farsi bekannt.
Qarizada schloss sein Abitur in der 1924 von Deutschland gegründeten und nach Amanullah benannten Schule Amani-Oberrealschule ab.
Qarizada begann zunächst in seiner ehemaligen Schule als Lehrer. Er unterrichtete die Sprache und Literatur Farsi. Danach arbeitete er im Ministerium für Kultur und war zuständig für kulturelle journalistische Angelegenheiten.
In den 1960er Jahren war er verantwortlich für die Theaterarbeit für Pohanne Nenndare und für Afghan Nenndari. Hier hatte er große Dramen und Theaterstücke inszeniert. Nach dem Brand des Hauptgebäudes der Amani-Oberrealschule mit dem großen Saal veranstalteten die Schüler der Oberstufe ihre Aufführungen vor allem der deutschen Klassik für die deutsche Gemeinschaft (etwa 400 Personen) und für die deutschsprachigen Bürger im Land.
Qarizada schrieb Lieder für die Stars der afghanischen Musik, u. a. für Ahmad Zahir und Rahim Baksh. Zur Popularität des Dichters Qarizada trug sein für Sarban komponierten Song Moschke taza mebarad, abre bahman e Kabul (Frische Moschusduft sprühen die Bahman-Wolken von Kabul) bei.
Erst später wurde er als afghanischer Sänger bekannt. Denn er sang unter dem Pseudonym „Kaboter“ (Taube) einige Lieder, die Radio Kabul ausstrahlte.